# Ciceu-Corabia
Ciceu-Corabia – wieś w Rumunii, w okręgu Bistrița-Năsăud, w gminie Ciceu-Mihăiești. W 2011 roku liczyła 177 mieszkańców.